# (297409) Mållgan
(297409) Mållgan, désignation internationale (297409) Mallgan, est un astéroïde de la ceinture principale.

## Description
(297409) Mallgan est un astéroïde de la ceinture principale. Il fut découvert le 1er septembre 2000 à Saltsjobaden par Alexis Brandeker. Il présente une orbite caractérisée par un demi-grand axe de 2,39 UA, une excentricité de 0,25 et une inclinaison de 1,2° par rapport à l'écliptique.

## Compléments